# Luigi I di Anhalt-Köthen
Luigi I di Anhalt-Köthen (Dessau, 17 giugno 1579 – Köthen, 7 gennaio 1650) fu principe di Anhalt-Köthen della dinastia degli Ascanidi.

## Biografia
Luigi era il figlio minore del Principe Gioacchino Ernesto di Anhalt e di sua moglie, Eleonora di Württemberg. Alla morte del padre, nel 1586, Luigi si pose col fratello come guardiano del Principe Giovanni Giorgio I di Anhalt-Dessau nella città di Dessau.
All'età di 17 anni, il Principe Luigi intraprese un viaggio della durata di un anno (dal 1596 al 1597) in Gran Bretagna, Francia e Paesi Bassi. L'anno successivo fece ritorno a Dessau, da dove partì nel 1598 alla volta della Svizzera per poi passare all'Austria, Ungheria e Italia, dove rimase sino al 1602. Durante il suo lungo soggiorno a Firenze, il Principe Luigi venne accettato, su suggerimento del proprio insegnante, Bastiano de' Rossi, come primo membro tedesco dell'Accademia della Crusca e qui ottenne il nome fittizio di L'Acceso.
Sulla base di quest'accademia, tornato in patria, fonderà la Società dei Carpofori, un circolo letterario che riunirà a Köthen i moltissimi principi tedeschi che vi aderiranno e i letterati di gran parte dell'Europa dell'epoca.
In seguito completò il proprio tour tornando in Francia, Gran Bretagna e Paesi Bassi, divenendo Governatore della Regione dell'Anhalt-Köthen nel 1606. Il 31 ottobre di quello stesso anno sposò Amoena Amalia di Bentheim Tecklenburg, dalla quale ebbe un solo figlio, il Principe Luigi di Anhalt-Köthen, che però morì in gioventù.
Il Principe rimase per tutta la propria vita militarmente e politicamente riservato, ma promosse grandemente l'agricoltura del paese, facendo costruire gli attuali splendidi giardini in stile italiano che adornavano il principato. Con il supporto del finanziere Wolfgang Ratke, nel 1619 iniziò a Köthen un grande progetto scolastico. A causa di propri interessi personali illeciti nella faccenda, nel 1619 Wolfgang Ratkes venne arrestato, ma il Principe Luigi continuò il proprio progetto anche da solo. Questo progetto conteneva tra l'altro una grande enciclopedia in tedesco, la prima nel suo genere.
Nella Guerra dei Trent'anni il Re Gustavo II Adolfo di Svezia trasferì al Principe Luigi il governatorato della Diocesi di Magdeburgo.
Il 3 settembre 1625 Amoena Amalia morì alla sola età di 39 anni. L'anno successivo, il Principe si risposò con Sofia, figlia del Conte Simone VI di Lippe il 12 settembre. La coppia ebbe un figlio, il Principe Guglielmo Luigi di Anhalt-Köthen, che diverrà il suo successore.
Il 7 gennaio 1650 Luigi morì all'età di 70 anni, a Köthen dove venne sepolto nella chiesa di San Giacomo.

## Matrimonio ed eredi
In prime nozze Luigi I sposò nel 1606 Amena Amalie di Bentheim Tecklenburg und Steinfurt, figlia del conte Arnoldo III di Bentheim-Tecklenburg e di Maddalena di Neuenahr-Alpen, dalla quale ebbe due figli: 
- Luigi, Principe Ereditario di Anhalt-Köthen (1607-1624)
- Luisa Amena (1609-1625)

Alla morte della prima moglie, nel 1625, l'anno successivo Luigi I si risposò con Sofia di Lippe, figlia del conte Simone VI, dalla quale ebbe i seguenti eredi: 
- Amalie Luisa (1634-1635)
- Guglielmo Luigi (1638-1665), sposò la Principessa Elisabetta Carlotta di Anhalt-Harzgerode (1647-1723)

## Ascendenza
|                                   |                         |                                  | Genitori                          |  |  | Nonni |  |  | Bisnonni |  |  | Trisnonni |  |
|                                   |                         |                                  |                                   |  |  |       |  |  | …        |  |  | …         |  |
|                                   |                         |                                  |                                   |  |  |       |  |  | …        |  |  | …         |  |
|                                   |                         | …                                |                                   |  |  |       |  |  | …        |  |  |           |  |
| Giovanni II di Anhalt-Dessau      |                         |                                  |                                   |  |  |       |  |  | …        |  |  |           |  |
|                                   |                         | …                                | …                                 |  |  |       |  |  |          |  |  |           |  |
|                                   |                         | …                                | …                                 |  |  |       |  |  |          |  |  |           |  |
|                                   |                         | …                                | …                                 |  |  |       |  |  |          |  |  |           |  |
| Gioacchino Ernesto di Anhalt      |                         | …                                |                                   |  |  |       |  |  |          |  |  |           |  |
|                                   |                         | Gioacchino I di Brandeburgo      | Giovanni I di Brandeburgo         |  |  |       |  |  |          |  |  |           |  |
|                                   |                         | Gioacchino I di Brandeburgo      | Giovanni I di Brandeburgo         |  |  |       |  |  |          |  |  |           |  |
|                                   |                         | Gioacchino I di Brandeburgo      | Margherita di Sassonia            |  |  |       |  |  |          |  |  |           |  |
| Margherita di Brandeburgo         |                         | Gioacchino I di Brandeburgo      |                                   |  |  |       |  |  |          |  |  |           |  |
|                                   |                         | Elisabetta di Danimarca          | Giovanni di Danimarca             |  |  |       |  |  |          |  |  |           |  |
|                                   |                         | Elisabetta di Danimarca          | Giovanni di Danimarca             |  |  |       |  |  |          |  |  |           |  |
|                                   |                         | Elisabetta di Danimarca          | Cristina di Sassonia              |  |  |       |  |  |          |  |  |           |  |
| Luigi I di Anhalt-Köthen          |                         | Elisabetta di Danimarca          |                                   |  |  |       |  |  |          |  |  |           |  |
|                                   | Ulrico I di Württemberg | Enrico di Württemberg            |                                   |  |  |       |  |  |          |  |  |           |  |
|                                   | Ulrico I di Württemberg | Enrico di Württemberg            |                                   |  |  |       |  |  |          |  |  |           |  |
|                                   | Ulrico I di Württemberg | Elisabetta di Zweibrücken-Bitsch |                                   |  |  |       |  |  |          |  |  |           |  |
| Cristoforo del Württemberg        | Ulrico I di Württemberg |                                  |                                   |  |  |       |  |  |          |  |  |           |  |
|                                   |                         | Sabina di Baviera                | Alberto IV di Baviera             |  |  |       |  |  |          |  |  |           |  |
|                                   |                         | Sabina di Baviera                | Alberto IV di Baviera             |  |  |       |  |  |          |  |  |           |  |
|                                   |                         | Sabina di Baviera                | Cunegonda d'Austria               |  |  |       |  |  |          |  |  |           |  |
| Eleonora di Württemberg           |                         | Sabina di Baviera                |                                   |  |  |       |  |  |          |  |  |           |  |
|                                   |                         | Giorgio di Brandeburgo-Ansbach   | Federico I di Brandeburgo-Ansbach |  |  |       |  |  |          |  |  |           |  |
|                                   |                         | Giorgio di Brandeburgo-Ansbach   | Federico I di Brandeburgo-Ansbach |  |  |       |  |  |          |  |  |           |  |
|                                   |                         | Giorgio di Brandeburgo-Ansbach   | Sofia di Polonia                  |  |  |       |  |  |          |  |  |           |  |
| Anna Maria di Brandeburgo-Ansbach |                         | Giorgio di Brandeburgo-Ansbach   |                                   |  |  |       |  |  |          |  |  |           |  |
|                                   |                         | Edvige di Münsterberg-Oels       | Carlo I di Münsterberg-Oels       |  |  |       |  |  |          |  |  |           |  |
|                                   |                         | Edvige di Münsterberg-Oels       | Carlo I di Münsterberg-Oels       |  |  |       |  |  |          |  |  |           |  |
|                                   |                         | Edvige di Münsterberg-Oels       | Anna di Sagan                     |  |  |       |  |  |          |  |  |           |  |
|                                   |                         | Edvige di Münsterberg-Oels       |                                   |  |  |       |  |  |          |  |  |           |  |